# Morterone
Morterone (Murterùn in dialetto lecchese) è un comune italiano di 30 abitanti della provincia di Lecco in Lombardia, al confine con il capoluogo.
È il più piccolo comune italiano per numero di abitanti. Nel paese risiedono soprattutto persone anziane, ma anche alcune coppie giovani.
Morterone fa parte della comunità montana della Valsassina e il suo consiglio comunale si riunisce a Morterone, mentre la giunta a Ballabio.

## Geografia fisica

### Territorio
Morterone è situata ai piedi dell'omonimo Pizzo (una vetta facente parte del Resegone), in un territorio di boschi in cui si possono percorrere sentieri montuosi. In posizione isolata, dal punto di vista idrografico fa parte della val Taleggio (il torrente che la percorre è affluente destro del torrente Enna).
Confina a nord con i comuni di Ballabio, Cremeno, Cassina Valsassina, Moggio e Vedeseta, confina a sud con i comuni di Lecco e Brumano, a est con i comuni di Vedeseta e Brumano e a ovest con i comuni di Ballabio e Lecco.

#### Geologia
La zona di Morterone è, inoltre, un'interessante area carsica (grotte, doline, risorgenze, forre); sono oltre quaranta le cavità esplorate tra la valle di Morterone, la valle Remola e la costa del Palio.

## Origini del nome
Il nome Morterone deriva dal latino mortarium (stagno) o murtus (mirto).
Poiché adagiato sul versante orientale del monte Resegone, in una rigogliosa e incontaminata conca naturale contornata da valli deriverebbe il nome latino mortarium (ciotola in legno o in pietra in cui veniva pestata erba, radici…), per altri da mons, con riferimento ai pascoli che vi si ritrovano numerosi.

## Storia

### Medioevo
Morterone è composto da numerose località sparse sul territorio che testimoniano l'esistenza di una comunità dal 1100. Nel 1350 la località Frasnida costituiva già un nucleo abitativo. Nel XV secolo, Morterone soggiaceva ai signori locali Invernizzi.

### Età moderna
Salirono in visita pastorale san Carlo Borromeo, il 18 agosto 1582, monsignor Albergato, il 6 luglio 1608, e Federico Borromeo agli inizi del 1600, quando si registrarono in paese 320 abitanti.
Due secoli più tardi, con lo sviluppo dell'industria nel lecchese, Morterone contribuì al rifornimento del carbone di legna, determinando un notevole disboscamento.

### Età contemporanea
Agli inizi del 1900, soprattutto a causa degli insufficienti collegamenti stradali, il paese cominciò a spopolarsi. I due terzi degli abitanti erano rappresentati dai bergamini (ben il doppio delle persone che vi risiedevano tutto l'anno), mandriani transumanti dei monti. Nel censimento del Morterone vi erano 432 abitanti di cui 142 stabili e 290 bergamini che vi risiedevano solo d'estate.
Subito dopo l'8 settembre 1943, la casa del parroco don Piero Arrigoni divenne punto di raccolta di prigionieri fuggiaschi, di militari sbandati e di ebrei ricercati. L'importante opera prestata alla Resistenza, venne riconosciuta a don Piero con un diploma, nel 1980 dall'ANPI di Lecco e nel 1982 dal gruppo partigiano socialista di Milano, nel 1985 dal Cardinale Arcivescovo di Milano Carlo Maria Martini e nel 2010 è giunto il conferimento del titolo di Commendatore al merito della Repubblica.

### Simboli
Lo stemma del Comune di Morterone è stato concesso con decreto del presidente della Repubblica del 2 ottobre 1995.
(D.P.R. 02.10.1995)
Nello stemma comunale vengono ricordati l'alternanza delle stagioni e il ritmo della natura. La particolare metà del faggio in veste invernale può essere anche interpretata come un richiamo alla radice del toponimo "morto", che deriva dal basso latino mortarium, cioè "stagno".

## Monumenti e luoghi d'interesse

### Architetture religiose

#### Chiesa parrocchiale di Santa Maria Assunta
La chiesa, ora parrocchia Beata Vergine Assunta, si presenta costituita da una navata centrale con una volta a botte come le quattro cappelle laterali; l'abside semicircolare è arricchita da un'opera eseguita su tela da Francesco Quaglio nel 1742 che rappresenta l'Assunzione di Maria Vergine. La consacrazione della chiesa a Maria Assunta, probabilmente già tempio romanico, è datata nel 1363. Un'iscrizione tardo-gotica visibile tutt'oggi sul muro della facciata anteriore riporta la data del 18 giugno 1461. Rimaneggiata nei secoli XV e XVII, la chiesa fu massicciamente ristrutturata negli anni 1848-1849, su progetto del lecchese Francesco Provasi. Nel 1935 sono stati collocati altri dipinti nella zona presbiteriale e nella prima cappella di destra. Del 1988 è l'altare Fiore, opera dell'austriaco Rudi Wach, consacrato nello stesso anno. Dello stesso artista è il fonte battesimale, consacrato nel 2006.

### Altro
Caratteristiche in località Frasnida le case costruite in pietra del luogo, le "piode" ricavate dall'omonimo canale, sin dal 1600.
Tra le case più antiche di Morterone ne spicca una datata 1812.

## Cultura

### Musei
Il comune dispone di un museo d'arte contemporanea all'aperto.

## Società

### Evoluzione demografica

#### Periodo preunitario
Abitanti risultanti dai documenti dell'Archivio di Stato di Milano:
| Anno | Abitanti |
| 1751 | 310      |
| 1771 | 383      |
| 1803 | 393      |
| 1853 | 365      |

#### Periodo postunitario
Abitanti censiti

Il suo picco di abitanti fu di 399 persone nel 1921.

## Geografia antropica
Collocato sul versante del Resegone affacciato sul territorio bergamasco, ma legato storicamente a Lecco, Morterone non fu ricompreso, a differenza delle vicine Brumano e Vedeseta, dalle modifiche amministrative che, nel periodo napoleonico, rettificarono il confine occidentale della provincia di Bergamo portandolo generalmente sullo spartiacque. Morterone rimane dunque l'unico paese collocato in una valle tributaria della val Taleggio a non far parte della provincia di Bergamo.

### Frazioni e località
Il paese di Morterone conta una dozzina di case poste nel nucleo centrale. Numerose sono comunque le località che compongono l'abitato, che in passato era esteso in tutto il territorio con località di maggiore e minore importanza; Olino, Medalunga, Frasnida erano le località principali che, insieme al Centro e a Chiesa, erano punto di riferimento per i Morteronesi fino alla prima metà del secolo scorso (a Olino esisteva una macelleria, in Centro e a Medalunga l'osteria, a Frasnida si faceva il mercato e Chiesa è sede comunale e parrocchiale). La circoscrizione del comune di Morterone attualmente è costituita dalle seguenti località: Alpe di costa del Pallio, Bosco, Bruga Alta, Bruga Bassa, Bruga di mezzo, Brughetta, Ca' di Tuneul, Calchera, Calec, Campetti, Cantello, Cappelletta, Carigone, Cascina Nuova, Cascina dei Gobbi, Castagna, Chiesa, Cornelli, Costa, Costa Bonetta, Costa dei Muli, Curolt, Due Orti, Foppo, Forbesett, Forcella, Forcelletta, Fornaci, Fraccio, Fracchio, Fraccetto, Frasnida, Gas, Grumello, Lungo, La Morsura, La Fornace, La Fraccia, Medalunga, Medalunga Mistica, Monte Cucco, Muffa, Muschiada, Olino, Poncione, Paser, Passo del Pallio, Piana, Piano di Costa, Piazzoli, Pigozzo, Pizzo, Pradelli, Pradello, Pragiacomo, Prato dell'Orto, Pravaccone, Preacone, Portico, Riva, Selvano, Strecciola, Tegevert, Tes, Tesuola, Tessunta, Turegia, val Boazzo, Valmana e Zuccaro. Molte di queste località sono attualmente disabitate.

## Economia

### Agricoltura
Le attività economiche di un tempo erano essenzialmente agricole: prati e pascoli per l'allevamento del bestiame con produzione di latte trasformato in stracchini; boschi di faggio servivano per la produzione di legna e carbone vegetale, oggi sono una risorsa economica per le aziende forestali. Morterone vede nei mesi estivi crescere i suoi abitanti, con il ritorno delle famiglie del posto e di turisti.

### Turismo
Le attività ricettive presenti in loco consistono di diversi agriturismi. Il sentiero per la sorgente Forbesette è affiancato da ricostruzioni di edifici dedicati ad antiche attività locali: carbonaia (pojàt) e calchera; da Morterone prendono il via numerosi itinerari adatti alla mountain bike e all'equitazione.

## Amministrazione

### Sindaci eletti direttamente dal corpo elettorale (1993-oggi)
| Periodo        | Periodo        | Primo cittadino      | Partito                   | Carica  | Note                         |
| -------------- | -------------- | -------------------- | ------------------------- | ------- | ---------------------------- |
| 23 aprile 1995 | 13 giugno 1999 | Giampietro Redaelli  | Partito Popolare Italiano | Sindaco | [ 15 ]                       |
| 13 giugno 1999 | 12 giugno 2004 | Palmino Invernizzi   | Partito Popolare Italiano | Sindaco | [ 16 ]                       |
| 12 giugno 2004 | 7 giugno 2009  | Giampietro Redaelli  | lista civica              | Sindaco | [ 17 ]                       |
| 7 giugno 2009  | 4 ottobre 2021 | Antonella Invernizzi | lista civica              | Sindaco | [ 18 ] [ 19 ] [ 20 ] [ N 1 ] |
| 4 ottobre 2021 | in carica      | Dario Pesenti        | lista civica              | Sindaco |                              |

### Gemellaggi
- Brumano, dal 2007